# Katana Gégé Bukuru

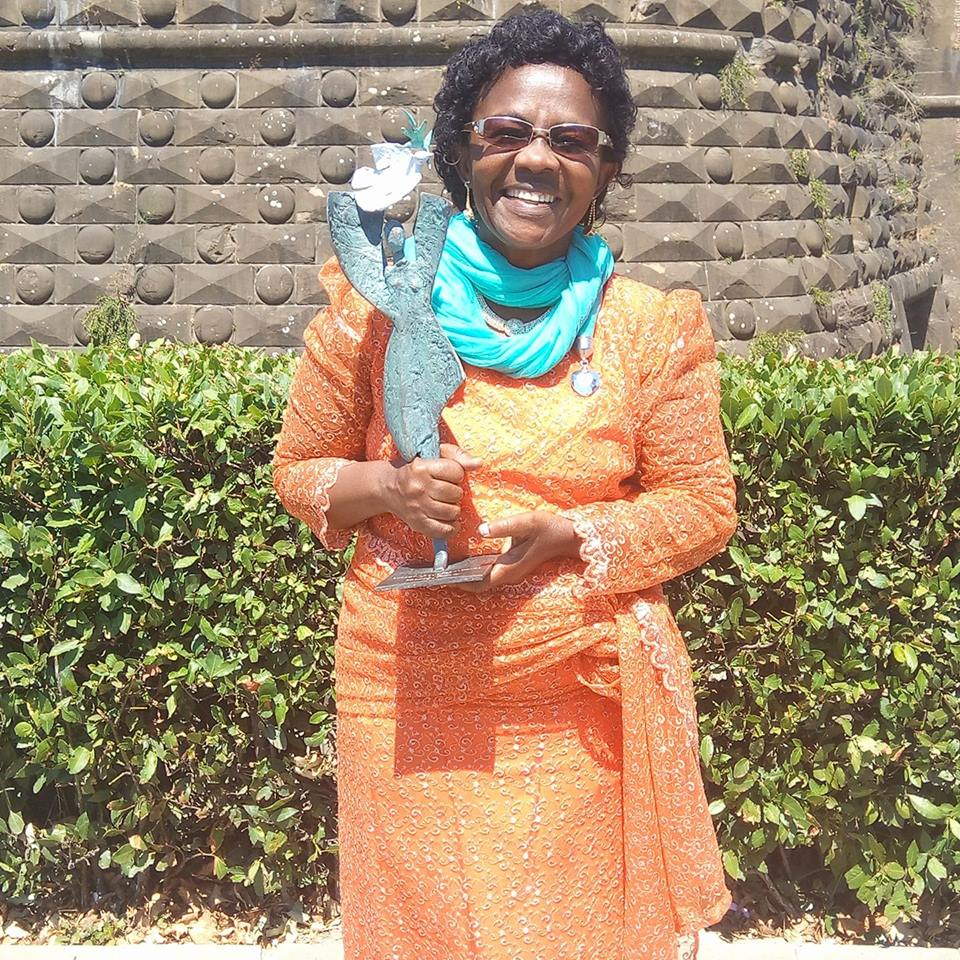
Katana Gégé Bukuru (2018)

Katana Gégé Bukuru (geboren am 31. Dezember 1963 in der Demokratischen Republik Kongo) ist eine Aktivistin für Frauenrechte in der Demokratischen Republik Kongo. Sie ist Gründerin der Nichtregierungsorganisation Solidarité des Femmes Activistes pour la Défense des Droits Humains (SOFAD).
Wegen ihres mutigen Einsatzes im Kampf um Frauenrechte ist Bukuru bekannt als die „Eiserne Lady“ der Demokratischen Republik Kongo.

## Leben
Katana Gégé Bukuru ist die Tochter eines traditionellen Stammes-Chiefs. Sie wuchs unter privilegierten Verhältnissen auf, erkannte jedoch bald die herrschende Unterdrückung und Ungleichbehandlung der Frauen in ihrem Umfeld und entwickelte als Heranwachsende ein starkes Verantwortungsgefühl gegenüber ihrem Volk. 1983 erlernte sie die Alphabetisierungsmethode für Erwachsene nach der Methode „Paulo Freire“. Sie studierte Sozialwissenschaften an der Université Lumière Lyon 2. Anschließend absolvierte sie 1990 in der ruandischen Hauptstadt Kigali am Centre de Formation et de Recherche Coopératives (SFRC) eine Ausbildung zur „Beraterin für Dorfgemeinschaftsgruppen und -strukturen“. An der ebenfalls in Kigali ansässigen Association rwandaise pour la promotion du développement intégré (ARDI) führte sie Studien durch und nahm an Weiterbildungen teil. 1991 besuchte sie Coaching-Seminare am Institut Panafricain pour le Développement (IPD).
Sie arbeitete mit verschiedenen Frauenrechtsbewegungen zusammen, darunter Rien sans les femmes (Nichts Ohne Frauen), die Plattform Framework Agreement for Peace, das Institute for Adult Development and Education in Afrika, die Platform van Vrouwen voor de Kaderovereenkomst voor Vrede, das Instituut voor Volwassen Ontwikkeling en Onderwijs in Afrika sowie Synergie des organisations féminines contre les violences faites aux femmes (Vereinigung der Frauenorganisationen gegen Gewalt gegen Frauen) in Sud-Kivu, das Netzwerk Réseau des Femmes pour un Développement Associativ und das Netzwerk der Global Fund for Women-Partner aus Ruanda, Burundi und der Demokratischen Republik Kongo.

## SOFAD
Katana Gégé Bukuru lebt in Uvira, Sud-Kivu, wo sie 2001 die Gruppierung Solidarité des femmes activistes pour la défense des droits humains (SOFAD, Solidarität von Aktivistinnen für die Verteidigung der Menschenrechte) gründete. Die Organisation bringt mehr als 600 Frauen zusammen im Kampf für soziale, wirtschaftliche und politische Rechte. SOFAD will auch die Menschenrechtsaktivisten schützen und dafür sorgen, den Respekt gegenüber den Menschenrechten durchzusetzen. Der Verein gibt Hilfe und Unterstützung für die Opfer von sexueller Nötigung und Gewalt. Er organisiert Workshops und Trainings für Frauen, die später in ihrem Umfeld eine Führungsrolle übernehmen sollen.
Die Organisation kämpft auch gegen die Verteilung von Waffen in der Region der Afrikanischen Großen Seen und insgesamt in Ostafrika.
Die Organisation ermutigt Frauen dazu, „Friedenszellen“ in ihrer Nachbarschaft zu gründen, um den Frauen ihre Rechte zu vermitteln und sie zu stärken.
Das Engagement in diesem Kampf brachte ihr die Unterstützung von Amnesty International.

## Ehrungen
Zum Internationalen Frauentag 2018 war Katana Gégé Bukuru Teil der UNESCO-Kampagne in Frankreich, im Rahmen derer das Bewusstsein für bessere Genderbalance in der digitalen Welt gefördert werden sollte. In einem Beitrag der UNESCO auf Twitter wurde darauf hingewiesen, dass es trotz ihres großen Engagements und ihrer Verdienste (zu jenem Zeitpunkt) noch keinen Wikipedia-Artikel über Bukuru gab. Es hieß: „Faut-il être un homme pour avoir sa page Wikipédia?“ („Muss man ein Mann sein, um eine Wikipedia-Seite zu haben?“)
Für ihre zahlreichen  Aktionen und Auseinandersetzungen hat Katana Gégé Bukuru verschiedene Ehrungen erhalten. So war sie 2007 die erste Frau, die von der irischen Nichtregierungsorganisation Front Line Defenders den Front Line Defenders Award erhielt. Das schwedische Forum för levande historia verlieh ihr 2017 den Per-Anger-Preis. Im selben Jahr erhielt sie den Friedenspreis der europäischen Sektion von Soroptimist International.